# История Чернянки
История Чернянки — исторические события, относящиеся к территории современного посёлка городского типа Чернянка в Чернянском районе Белгородской области России.

## XVIII век
В переписной книге 1723 года говорится об образовавшейся слободе Чернянке: «…Оная слобода положение своё имеет по обе стороны двух безымянных от вершков и погорелого логу и подле пяти безымянных озёр и близ большой дороги, лежащей с города Новый Оскол в город Старый Оскол». В 1723 году генерал-поручик г. Харькова, Щербинин завез с Украины более 2 тысяч украинских крестьян, а статский советник Полторацкий 1800 малороссиян и поселили их между селами Морквино и Ливенка. Селение, откуда привез  Щербинин украинских крестьян называлась слобода Ивановка  , возле Харькова , а здесь добавили слово «новая» и получилось слобода Новоивановка. Слобода Новоивановская, деревня Чернянская и село Ливенка стали владениями генерал-поручика  Щербинина и статского советника  Полторацкого.
В 1777 году в слободе Новоивановке (с сельцом Чернянка (Запесок) и деревнями (Чернянка (Кр. Остров), Ливенка)) проживало 2527 мужчин. принадлежали генеральше Александре Осиповне Щербининой. Было 2 церкви, одна — Пророка Предтеча церковнослужителей, вторая — великомученицы Настасьи.
В слободке Морквина проживало 570 мужчин и принадлежали секунд-майору Михаилу Раевскому.
В 1782 году в документе, хранящемся в ГАКО, «Камеральное экономическое примечание с принадлежностями к генеральному плану Курского поместничества Новооскольского уезда» имеются следующие сведения. «…Слобода Новоивановка, Чернянка то ж, с деревнями Ливенка и Чернянская владения господина генерал-порутчика Евдокима Алексеевича Щербинина, статского советника Марка Фёдоровича Полторацкого. В слободе за генералом Щербининым крестьян 53 (8 дворов), малороссиян – 2245 (407 дворов). За статским советником Полторацким малороссиян 1953 (307 дворов). В оной слободе 2 церкви деревянных. Первая во имя Успения Святой Богородицы, вторая — во имя святой мученицы Анастасии Римлянины. Два дома господских деревянных — первый генерал — порутчика Евдокима Алексеевича Щербинина, второй — статского советника Марка Федоровича Полторацкого. При нем, его же Полторацкого, винокуренный завод о шести аглицких казанок, с коих выкуривается в год четыре тысячи пятьсот вёдер вина и ставится оное по порядку в разных городах: Ливны, Щигры, Старый Оскол, и в каждый город по разной цене: по 65 копеек и по семьдесят копеек ведро. В оной слободе бывает 5 ярмолок.
В 1786 году территорию современной Чернянки на плане генерального межевания Новооскольского уезда составляли:
- слобода Новоивановка (сейчас — Чернянка),
- деревня Морквина (Морквино — один из микрорайонов Чернянки),
- слобода Морквина (Морквино),
- сельцо Чернянка (Запесок — один из микрорайонов Чернянки),
- деревня Ливенка (Ливенка — один из микрорайонов Чернянки),
- деревня Чернянка, так назывался в 1786 году посёлок Красный Остров.

## XIX век
В 1828 году в Чернянке был построен первый в  области свеклосахарный завод.
В 1850 г. в слободе Чернянке на бумажной фабрике работало 344 человека, на свекло-сахарном заводе — 50 ч., на суконной фабрике — 34 ч., на кирпичном заводе 7 ч., и принадлежало это все полковнику и помещику Полторацкому.
В 1860 году в 202 дворах слободы Чернянка с хутором Новоселовка, принадлежащих Елизавете Францовне Полторацкой, проживало 539 мужчин, в 159 дворах слободы Чернянка, принадлежащих помещице Софье Федоровне Тарасенко-Отрешковой (Полторацкая), проживало 523 мужчины, в 155 дворах слободы Чернянка, принадлежащих помещику Юрию Фёдоровичу Полторацкому, проживало 360 мужчин, в 46 дворах слободы Чернянка, принадлежащих помещице Аделаиде Федоровне Евреиновой (Полторацкой), проживало 140 мужчин, в 497 дворах слободы Ново-Ивановки с хутором Чернянским принадлежащих помещику, сенатору М. П. Щербинину проживало 1360 мужчин.
В 43 дворах слободы Моравина (Чернянка), принадлежащих Фёдору Васильевичу Раевскому проживало 197 мужчин, в 26 дворах слободы Моравина (Морквино), принадлежащих наследникам И. Ф. Раевским, проживало 132 мужчины, в 22 дворах слободы Морквина (Морквино), принадлежащих В. Ф. Попову, проживало 140 мужчин.
В 1862 г. Чернянка относилась к 3 стану, Чернянская волость, Новооскольского уезда, Курской губернии с количеством жителей:
- слобода Новоивановка (Чернянка) — 856 дворов, 5410 жителей.
- слобода Морквина (Морквино) — 164 дв., 931 ж.
- сельцо Морквино (Морквино) — 7 дв., 51 ж.
- деревня Ближняя Ливенка — 23 дв., 211 ж.
- деревня Нижняя Черняночка (Красный Остров) — 5 дв., 61 ж.

В 1869 году открыли первую школу по иниациативе Щербинина, 1885 году было 200 учащихся. Вторая Чернянская школа (Александровская) открыта в 1881 году по иниациативе и с помощью князя Касаткина-Ростовского, Фёдора Николаевича, находилась на площади рядом с церковью. В 1885 году было 131 учащийся. Морквинскую школу открыли 1872 году по иниациативе крестьян, 1885 году было 93 учащихся.
В 1877 г.в Чернянке по переписи населения было:
- сл. Чернянка (Чернянская волость) — 974 дв., 4952 ж., волостное правление, 2 церковно-приходских школы, ,2 богадельни, ткацкая фабрика, кирпичный завод, 10 лавок, постоялый двор.
- д. Ближняя Ливенка (Чернянская волость) — 48 дв., 295 ж., 2 бумажных фабрики, лавка.
- сл. Морквина (Морквино) (Морквинская волость) — 136 дв., 808 ж., волостное правление, церковно-приходская школа, сукновальня, 2 лавки.

В 1886 году в слободе Чернянка 543 двора помещика Щербинина, 170 дворов с 864 жителями помещика Карла Лукъяновича Монтрезор, 135 дворов с 665 жителями помещика Полторацкого, 90 дворов с 448 жителями помещицы Тарасенко-Отрешковой, 69 дворов с 374 жителями помещика Евреинову.
В слободе Морквина 92 двора с 655 жителями Раевского, 38 дворов с 229 жителями Попова. Все крестьяне в слободе Чернянка и Морквина собственники.
В деревне Морквина в 18 дворах проживало 117 жителей, в деревне Нижняя Чернянка в 16 дворах проживало 81 житель, в обеих деревнях крестьяне были государственно-четвертные. В деревне Ближняя Ливенка в 47 дворах проживало 311 жителей, в деревне Красовка в 8 дворах проживал 71 житель, в обеих деревнях крестьяне были государственно-душевые.

## XX век
В начале XX века в Чернянке было 2 церкви, школа, богадельня, кирпичный завод и 2 бумагопрядильные фабрики, 24 ветряных мельницы, жителей — 7500.
Сапожным промыслом в 1904 году были заняты 115 дворов, ситным — 200 дв., шубным (переделка старых шуб) — 110 дв., бондарным — 100 дв., портняжным — 30 дв., кузнечным — 23 дв., столярным — 20 дв., колесным — 13 дв., кожевенным — 5 дв., пряшным — 4 дв., шапошным — 4 дв., производство саней — 2 дв...
1 ноября 1905 года в Новооскольском уезде прокатилась волна крестьянских волнений. Крестьяне травили посевы помещиков, угрожали разгромом экономии. В Чернянке полностью разгромлены экономия купца Петра Васильевича Маркова и его магазины, контора заводчика Шевцова, совершена попытка сжечь дом старшины. С первого на второе ноября крестьяне слободы Маркиной (Морквино — один из микрорайонов Чернянки) и хутора Лесного Чернянской волости разгромили имение земского начальника помещика Арсеньева. Были сожжены дотла жилой дом, хозяйственные постройки, взят и переделан между крестьянами весь сельскохозяйственный инвентарь, 300 пудов хлеба, скот и домашняя птица. Арсеньев покинул свою усадьбу и направился в город Новый Оскол, но по дороге был встречен крестьянами, которые потребовали от него подписать бумагу об отказе Арсеньева от всей земли в пользу крестьян. Помещик отказался подписать эту бумагу и был избит.
2 ноября 1905 года в Чернянке восставшие разгромили крупнейшее имение князя Касаткина-Ростовского (писатель, драматург, поэт Серебряного века, уроженец слободы Чернянка, крёстный отец царя Николая II), который оказал сопротивление и был избит. Крестьяне оказали вооружённое сопротивление прибывшим казакам.
Местные силы полиции и жандармерии не смогли приостановить разраставшегося с каждым днём массового революционного крестьянского движения. Помещики и купцы запросили военной помощи у губернатора Гордеева. Телеграфировалось губернатору: Имение Касаткина разграблено, Чернянка в мятеже. Губернатор Гордеев 2 ноября отдал распоряжение управляющему Московско-Курско-Воронежской железной дороги экстренно отправить воинский поезд с ротой пехоты в 110 человек из Курска в Чернянку в распоряжение Новооскольского исправника. 4 ноября в район Чернянки по приказу губернатора была послана из Грайворона рота пехоты в 111 человек под командованием штабс-капитана Манухина.
В июле 1906 года крестьяне слободы Чернянки уничтожили посевы бахчи князя Касаткина-Ростовского
В 1909 году в слободе Чернянка действовало 2 храма: Успенский, находившийся в центре слободы, и разрушенный коммунистами в 1933 году, и Никольский, действовавший на окраине (Ливенка) и уничтоженный в 1937 году самими жителями слободы.

### Гражданская война
В 1918 году 22 марта Чернянский волостной исполком обложил крупных капиталистов денежными сборами братьев Сергея Давидовича и И.Давидовича Найденко на 10 000 рублей, Б. Д. Ткачёва на 10 000 руб. и Петра Васильевича Маркова на 25 000 рублей на имеемый у них денежный капитал.
24 июля 1919 года белые войска генерала Май-Маевского заняли Белгород, а ставленник Троцкого, специальный уполномоченный по обороне Курской области Бухарин запретил объявлять военное положение в Курской области, приказал войскам не вести боев на линии Старого Оскола, а отводить части к Ельцу. Решили Старый Оскол защищать своими силами до тех пор, пока будут эвакуированы на север все государственные ценности. Восьмисотенный отряд под командованием Андрея Емельяновича Межуева, усиленный пулемётной командой Ревкома, был специальным поездом доставлен в район Чернянки и занял оборону у моста через Оскол. В результате 3хдневных боев более шестисот погибли, но было эвакуировано на север все ценное государственное имущество. Лишь по приказу Ревкома отошли остатки Старооскольского отряда от Чернянки и, оставив город, проследовали на станцию Касторная.

### Межвоенный период
В 1923 г. на XII съезде РКП(б) официально была объявлена компания так называемой коренизации. Суть её заключалась в увеличении на национальных окраинах в местных советских органах власти представителей «титульных народов».
С 1923 г. по 1933 г. в Чернянке осуществлялась государственная политика украинизации.
С 1 января 1933 года делопроизводство переводилось с украинского на русский язык.
В 1930 году в посёлке был образован колхоз «Красный Остров».
В 1929—30 гг. на территории слободы Чернянка было создано два Совета. В состав первого Чернянского Совета вошли три коллективных хозяйства: «Красный Остров», «Большевик», «XVIII партсъезд». В состав второго Чернянского Совета вошли: «Хлебороб», «Будь готов», «Пионер».

### Великая Отечественная война
Перед отступлением советские войска взорвали мост через Оскол и мост через Халанку. Немцы быстро сделали понтонные переправы через Оскол, пустили танковые самоходки и 2 июля вошли в Чернянку. Мост через Халанку был восстановлен русскими пленными, но уже в две сваи стоя (по центру моста), по сравнению с остальной частью в одну сваю построенным до войны русскими (мост сгорел в 2005 году). После того как советские войска оставили Чернянку, на складах осталось зерно, мука, на заводах — масло, сыр и другие продукты. Жители запаслись ими, попрятав в погреба, закапывая в ямы.
Когда немцы прорвали оборону под Харьковом, часть 301 стрелковой дивизии 21 армии попали в окружение, 20 июня 1942 года вышли из окружения, спешно отступали, в районе Орлика 400 бойцов с командиром дивизии решили пробираться к своим группами по 40 человек. Группа с командиром дивизии пришли на Кр. Остров утром и увидели, что моста нет, а из воды торчат обгорелые сваи. Местные жители рассказали, что вчера два лейтенанта вышли днём к реке и их сразу же забрали немцы. Днём немцы навели вдоль свай переход в одну доску и ночью группа красноармейцев с командиром дивизии переправились через Оскол в Чернянку.
В Чернянке лагерь военнопленных и мирного населения находился сначала 
на Запеске на пустыре в районе старой конторы колхоза «Большевик» и в центре посёлка на территории нынешнего центрального сквера, а ближе к зиме   по ул. Революции, в бывшем помещении промкомбината.
С сентября по ноябрь 1942 г. из Чернянского района угнано фашистами на работы в Германию 994 человека.
За время оккупации в 1942—1943 годах на территории Чернянского района погибло 49 мирных граждан.
Чернянку освободили от немцев в ходе Воронежско-Касторненской операции, войска 40 армии, 37-й особой стрелковой бригады из состава 3-й танковой армии,Воронежского фронта.
В конце января 1943 года Советская Армия вела бои на границе района, и уже 27 января советские войска через Волоконовку, Гнилое и Завалищено, не встречая упорного сопротивления, прошли к Орлику, где 28 января произошёл скоротечный бой с гарнизоном врага, в результате которого Орлик был освобождён.
В это же время к Чернянке с востока подошли подразделения советской армии и начали атаку на слободу. Немцы встречали атакующих ожесточённым огнём со всех видов орудия. Бой продолжался до позднего вечера. Взять Чернянку сходу не удалось. Наступающие понесли большие потери и в темноте отступили на исходные позиции. Некоторые тяжело раненные бойцы остались лежать на снегу, взывая о помощи. Но оказать её было практически невозможно. Жители слободы прятались по погребам, и никто из них не смог выйти к раненым. Немцы же вели шквальный огонь по передовым позициям, бойцам, пытавшимся эвакуировать раненых, всю ночь.
Горели мельница на Ливенке, полыхало много хат и надворных построек. Немцы стали взрывать каменные и кирпичные здания, железнодорожные мосты, водокачку и другие строения. Так продолжалось до рассвета. Неудача, постигшая атаковавшие Чернянку подразделения, по всей вероятности, объяснялась тем, что посланная командованием двумя днями ранее разведка к началу боевых действий по штурму слободы назад не вернулась, и командование не располагало данными об особенностях вражеской обороны.
С рассветом 29 января бой за Чернянку разгорелся с новой силой. Теперь советские войска вели уже миномётный и орудийный обстрел вражеских позиций. Новую атаку наступающие повели одновременно с двух сторон: с юга от Ездочного наступали воины 37 отдельной стрелковой бригады, с севера, со стороны Морквино, — бойцы 575 стрелкового полка 161 стрелковой дивизии. Особенно сильный бой разгорелся на улице имени Маринченко. В этом бою героически сражался и погиб сержант И. Н. Желтов, именем которого в настоящее время названа одна из улиц посёлка Чернянка.
К полудню бои завязались в центре Чернянки. Для немцев ситуация к этому времени сложилась критическая. Со стороны Орлика Советская Армия наступала на Кузькино, с Нового Оскола после взятия города двигалась на Великомихайловку. Фашистской группировке в Чернянке грозило окружение. Немцы это прекрасно понимали и под ударами наших войск стали отступать на Русскую Халань — через Красный Остров. Отступление было крайне спешным, и гитлеровцы даже не успели взорвать заминированный мост через реку Оскол.
Немцы оказывали жестокое сопротивление, но всё же после упорных трёхдневных боёв советские воины освободили районный центр.
В полях снежный покров достигал местами 1,5 метра, и это не позволяло войскам продвигаться полевыми путями. Надо отдать должное оперативности командования противника, которое, предвидя своё поспешное бегство, предприняло расчистку дороги. Она представляла собой почти туннель, по бокам которого снежные насыпи доходили до 2-х метров. Это обстоятельство позволяло советским частям маскироваться, защищаться от прицельного огня противника.
Достигнув Чернянки, передовые подразделения, подошедшие к насыпи железной дороги, вынуждены были залечь здесь редкой цепью. Сделать это пришлось из-за плотного огня из орудий термитными снарядами.
Наступление на Чернянку было стремительным. С ранним рассветом 29 января все советские отряды были уже в самом центре слободы на площади старого рынка.
Чернянская средняя школа Чернянского района Курской области возобновила свою деятельность в январе 1943 года после освобождения района от немецко-фашистской оккупации.
В марте 1943 года через Оскол на запещанском (запесок — один из микрорайонов Чернянки) броде переправилось два советских танка и направились в сторону Острова, один танк удачно добрался до Острова, другой провалился под лед на длинном озере (старое русло Оскола), танкисты успели выскочить из танка, их отогревали жетели Острова. Танк до сих пор находится в озере, которое высохло. В конце марта 2010 года начались раскопки танка.
При освобождении Чернянки советскими войсками было взято в плен 400 солдат и офицеров противника. 3ахвачено 4 артиллерийских склада со снарядами, 5 паровозов и 100 железнодорожных вагонов с военным снаряжением.
Многие жители Чернянки приняли участие в строительстве железнодорожной линии Старый Оскол —Сараевка — Ржава, которая была построена и введена в эксплуатацию уже через 32 дня (строительство велось с 15 июня по 17 июля 1943 года).

### Послевоенные годы
В июле 1950 г. колхоз «Красный Остров», и колхозы села Русская Халань, «Красный пролетарий», «Победа Октября», «Свободный пахарь», «Мировой Октябрь» объединились в один колхоз, который стал называться «Мировой Октябрь».
В 1957 году была создана Чернянская школа фабрично-заводского обучения (ФЗО), с целью подготовки рабочих строительных профессий, для строительства Чернянского сахарного завода.
28 апреля 1958 года Чернянке был присвоен статус посёлка городского типа.
1 июня 1959 года образовано Чернянское строительно-монтажное управление Облмежколхозстройобъединения (МПМК).
В 1963 г. Чернянская школа ФЗО была преобразована в Чернянское среднее профессионально-техническое училище № 7 (СПТУ-7). В 1987 г. Чернянское СПТУ-7 объединилось с Коньшинским техническим училищем № 3 (ТУ-3) и было перепрофилировано на подготовку кадров массовых профессий для молочной промышленности.
26 октября 1976 года, в связи со вводом в эксплуатацию новой средней школы, она стала называться Чернянской средней школой № 2.
В 1989 г. Чернянское среднее профессионально-техническое училище № 7 было преобразовано в Чернянское профессионально-техническое училище № 7 (СПТУ-7).

## XXI век
В 2002 г. построен подвесной мост через Оскол.